# 벌곡면
벌곡면(伐谷面)은 대한민국 충청남도 논산시에 설치된 면이다.

## 행정 구역
- 검천리(檢川里)
- 대덕리(大德里)
- 덕곡리(德谷里)
- 덕목리(德木里)
- 도산리(道山里)
- 만목리(晩木里)
- 사정리(沙亭里)
- 수락리(水落里)
- 신양리(新陽里)
- 양산리(陽山里)
- 어곡리(於谷里)
- 조동리(鳥洞里)
- 조령리(鳥嶺里)
- 한삼천리(汗三川里): 행정복지센터 소재지